# 伯顿·沃森
伯顿·沃森（英語：Burton DeWitt Watson，1925年6月13日—2017年4月1日）美国日本学家、汉学家、翻译家，主要翻译日本古代文学作品、中国古代历史著作、中国古代哲学著作和中国古代诗歌。

## 生平
1925年6月13日，伯顿·沃森出生在美国纽约州纽约市的新罗谢尔，父亲Arthur Watson是德克萨斯州人。孩提时，他的父亲经常拿衬衣到新罗谢尔车站附近的美国华人洗衣店去洗，圣诞节，这家洗衣店都会送给他们礼物，其中有一份繁体中文画报，并且借给他中英文对话手册。
7年级时，沃森跟着父亲去纽约市唐人街尝中国菜。
1943年春季，沃森自愿加入了美国海军，当时他被派驻在太平洋马绍尔群岛的埃内韦塔克环礁。
第二次世界大战结束后，1945年9月，沃森被派遣到日本，他居住在东京湾的横须贺海军基地，1946年2月，沃森离开日本。
1946年年底，沃森申请到哥伦比亚大学学习日文和中文，第一年他申请学习中文，但是被导师拒绝，导师的理由是他没有学过法文，沃森越过导师找到导师的上级，请求才得以通过。最初，沃森的老师是L·卡林顿·古德里奇博士（英語：Dr. L. Carrington Goodrich）、陆义全牧师（英語：Rev. Lutley），主要学习读写繁体汉字。第四年和第五年，沃森的导师是王际真（英語：Chichen Wang）、夏志清，从他那儿学了严复翻译三原则“信雅达”和中国文学。
1951年，王际真指导他翻译司马迁《史记》里的《游侠列传》，并且成了他的硕士论文。同年秋季，沃森去了日本。
1954年，沃森帮助唐纳德·基恩（英語：Donald Keene）翻译日文汉诗，他的译作出现在《日本文学选》里。
1956年，沃森在哥伦比亚大学获得博士学位。
50年代中期，沃森住在日本京都，第一次接触日本佛教日莲宗，吉川幸次郎是沃森在日本京都大学的老师，加里·斯奈德（英語：Gary Snyder）、艾伦·金斯伯格（英語：Allen Ginsberg）是他的朋友。
1983年，沃森来到中国大陆，在北京、洛阳、杭州、绍兴、天台山等地方旅行三周。
1990年春季，沃森接受香港中文大学的“译者奖学金”，在香港度过6个月。

## 著作
- 《司马迁：伟大的中国史学家》（英語：Ssu-ma Chien: Grand Historian of China），哥伦比亚大学出版社，1958年。
- 《史记》（英語：Records of the Chinese Literature），上下卷，哥伦比亚大学出版社，1961年。
- 《中国古代文学史》（英語：Early Chinese Literature），哥伦比亚大学出版社，1962年。
- 《墨子文集》（英語：Mo Tzs: Basic Writings），哥伦比亚大学出版社，1963年。
- 《荀子文集》（英語：Hsun Tzu: Basic Writings），哥伦比亚大学出版社，1963年。
- 《韩非子文集》（英語：Han Fei Tzs: Basic Writings），哥伦比亚大学出版社，1964年。
- 《庄子文集》（英語：Chuang Tzu: Basic Writings），哥伦比亚大学出版社，1964年。
- 《苏东坡诗选》（英語：Su Tung-po: Selections from a Sung Poet），哥伦比亚大学出版社，1965年。
- 《寒山诗百首》（英語：Cold Mountain: 100 Poems by the Tang Poet Han-shan），哥伦比亚大学出版社，1970年。
- 《中国抒情诗：2世纪到12世纪的古诗史》（英語：Chinese Lyricism: Shih Poetry from the Second to the Twelfth Century），哥伦比亚大学出版社，1971年。
- 《中国韵文：汉及六朝时代的赋》（英語：Chinese Rhyme-prose: Poems in the Fu From from the Han and Six Dynasties Periods），哥伦比亚大学出版社，1970年。
- 《陆放翁诗文选》（英語：The Old Man Who Does as Han Pleases: Selections from the Poetry and Prose of Lu You），哥伦比亚大学出版社，1973年。
- 《中国古代的朝臣与布衣：班固<汉书>》，哥伦比亚大学出版社，1974年。
- 《日本的中文文学》（英語：Japanese Literature in Chinese），上下卷，哥伦比亚大学出版社，1976年。
- 《良宽：日本的禅僧和诗僧》（英語：Ryokan: Zen Monk-Poet of Japan），哥伦比亚大学出版社，1977年。
- 《八岛之声：日本诗歌选》（英語：From the Country of Eight Islands: An Anthology of Japanese Poetry），哥伦比亚大学出版社，1981年。
- 《草山：日本僧元政的诗歌与散文》（英語：Grass Hill: Poems and Prose by the Japanese Monk Gensei），哥伦比亚大学出版社，1983年。
- 《哥伦比亚中国诗歌选集：从早期到十三世纪》（英語：The Columbia Book of Chinese Poetry: From Early Times to the Thirteenth Century），哥伦比亚大学出版社，1984年。
- 《左传：中国最早的叙事史选集》（英語：The Tso Chuan: Selections from China's Oldest Narrative History），哥伦比亚大学出版社，1989年。
- 《汉诗：石川丈山与其他江户时代诗人的诗歌作品》（英語：Kanshi: The Poetry of Ishikawa Jozan and Other Edo-Period Poets），北角出版社，1990年。
- 《彩虹世界：散文和译作中的日本》（英語：The Rainbow World: Japan in Essays and Translations），残月出版社，1990年。
- 《西行：山居诗集》（英語：Saigyo: Poems of a Mountain Home），哥伦比亚大学出版社，1991年。
- 《妙法莲华经》（英語：The Lotus Sutra），哥伦比亚大学出版社，1993年。
- 《临济义玄大师的禅宗学说》（英語：The Zen Teaching of Master Lin-chi），哥伦比亚大学出版社，1999年。
- 《维摩诘箴言》（英語：Sutra on the Exposition of Vimalakirit），哥伦比亚大学出版社，1997年。
- 《正冈子规诗选》（英語：Masaoka Shiki: Selected Poems），哥伦比亚大学出版社，1998年。
- 《白居易诗选》（英語：Po Chu-i, Selected Poems），哥伦比亚大学出版社，2000年。
- 《杜甫诗选》（英語：The Selected Poems of Du Fu），哥伦比亚大学出版社，2002年。
- 《人生遍路：种田山头火的俳句》（英語：For All My Walking: Free-Verse Haiku of Taneda Santoka），哥伦比亚大学出版社，2003年。